# Васильчикова, Екатерина Алексеевна
Княгиня Екатерина Алексеевна Васильчикова, урождённая княжна Щербатова (9 (21) февраля 1818 — 14 (26) июля 1869) — фрейлина двора (1836); супруга киевского генерал-губернатора князя И. И. Васильчикова; кавалерственная дама ордена Святой Екатерины (23.10.1857) и благотворительница.

## Биография
Старшая дочь московского генерал-губернатора князя Алексея Григорьевича Щербатова (1776—1848) от второго его брака с Софией Степановной Апраксиной (1798—1885). Родилась в Москве, крещена  17 февраля 1818 года в церкви Бориса и Глеба на Поварской, при восприемстве императора Александра I и императрицы Марии Фёдоровны. Детство и юность провела в родительском доме в Петербурге на Михайловской площади, 9, откуда Щербатовы выезжали на лето в своё подмосковное имение Литвиново. 
Под руководством матери получила хорошее домашнее образование, знала французский, немецкий и английский языки, изучала музыку и искусство. В 1836 году была представлена ко двору и пожалована фрейлиной к императрице Александре Фёдоровне. Умная, бойкая и высокообразованная княжна Щербатова имела большой успех в свете. По словам барона М. А. Корфа, «белизной и изяществом форм она казалась настоящим изваянием древних художников». Для обеих своих дочерей Щербатовы давали блистательные балы и только по выдачи их замуж это закончилось.
В 1840 году по своему выбору княжна Екатерина стала женой полковника князя Иллариона Илларионовича Васильчикова (1805—1862). Свадьба была в Петербурге в присутствии всего двора во главе с императором Николаем I. Первые годы супружества жила с мужем в столице, затем в Житомире, а с 1852 года в Киеве, где князь Васильчиков исполнял должность генерал-губернатора.

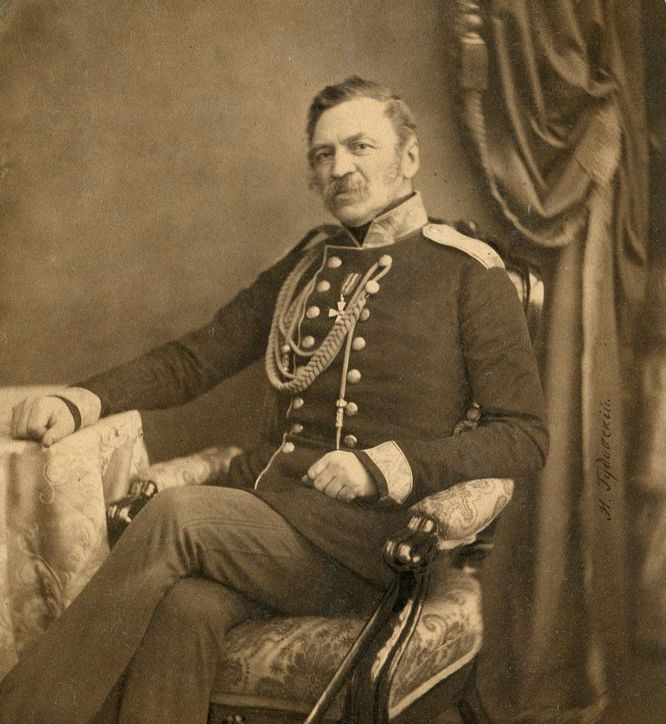
Князь И. И. Васильчиков

По словам В. Д. Кренке, в киевском обществе княгиню Васильчикову многие недолюбливали, отзывались о ней как о женщине гордой, занятой своим богатством и положением, говорили, что она до того надменно принимала у себя в доме не только мужчин, но и дам, что к ней ездили только потому, что она генерал-губернаторша. Но на самом деле, вспоминал мемуарист, в ней не было ни малейшего желания красоваться или блистать своим образованием и знанием света, её беседа никогда не отравлялась грязной стороной человеческой природы. Она «как бы предназначена была для той роли, какую играла в киевском обществе; и почтенный муж её, генерал-губернатор, явно сознавал нравственное её превосходство над собой». Человек мягкий и добродушный Васильчиков был под большим влиянием жены. Доминирующую роль она играла не только в семье, но и в делах государственных.
Так А. Н. Герцен в «Колоколе» иронически называл киевским военным губернатором «равноапостольную Екатерину Алексеевну, которая управляла краем вместо мужа» и подвергал критике её активную позицию в борьбе против реформ попечителя учебного округа Н. И. Пирогова.
По характеристике Н. С. Лескова, княгиня была дама «всевластная», но «находясь в удивительно напряженном христианском настроении, вся преисполненная благих намерений». «Религиозность её была совсем не в жанре великосветской религиозности, заключающейся преимущественно в погоне за „оправданием верою“; нет: она искала оправдания „делами“ и наделала их много». По примеру своей матери Васильчикова активно занималась благотворительностью и за свою деятельность была пожалована орденом Святой Екатерины (малого креста).
С 1852 года состояла председательницей дамского Киевского общества помощи бедным, а с 1856 года попечительницей детских приютов в Киеве. По её предложению город был разбит на участки и в каждом назначены попечители и попечительницы.
Она устраивала балы, маскарады, концерты, театральные представления, аукционы и лотереи, часть сбора от которых шла на помощь бедным. При её активном участии в Киеве была открыта крупная городская больница и первая больница для неимущих евреев, а в доме вдовы Сулимы приют для пожилых людей, малоимущих учениц и бедных вдов. Немалую роль княгиня сыграла в «улучшение нравов» и в помощи религиозным учреждениям. Она исходатайствовала у Александра ІІ разрешение для архимандрита Ионы на строительство Свято-Троицкой обители с благотворительными заведениями и передала монастырю свое Гусинецкое имение, пожертвовав 10 тысяч рублей на его обустройство (1866).

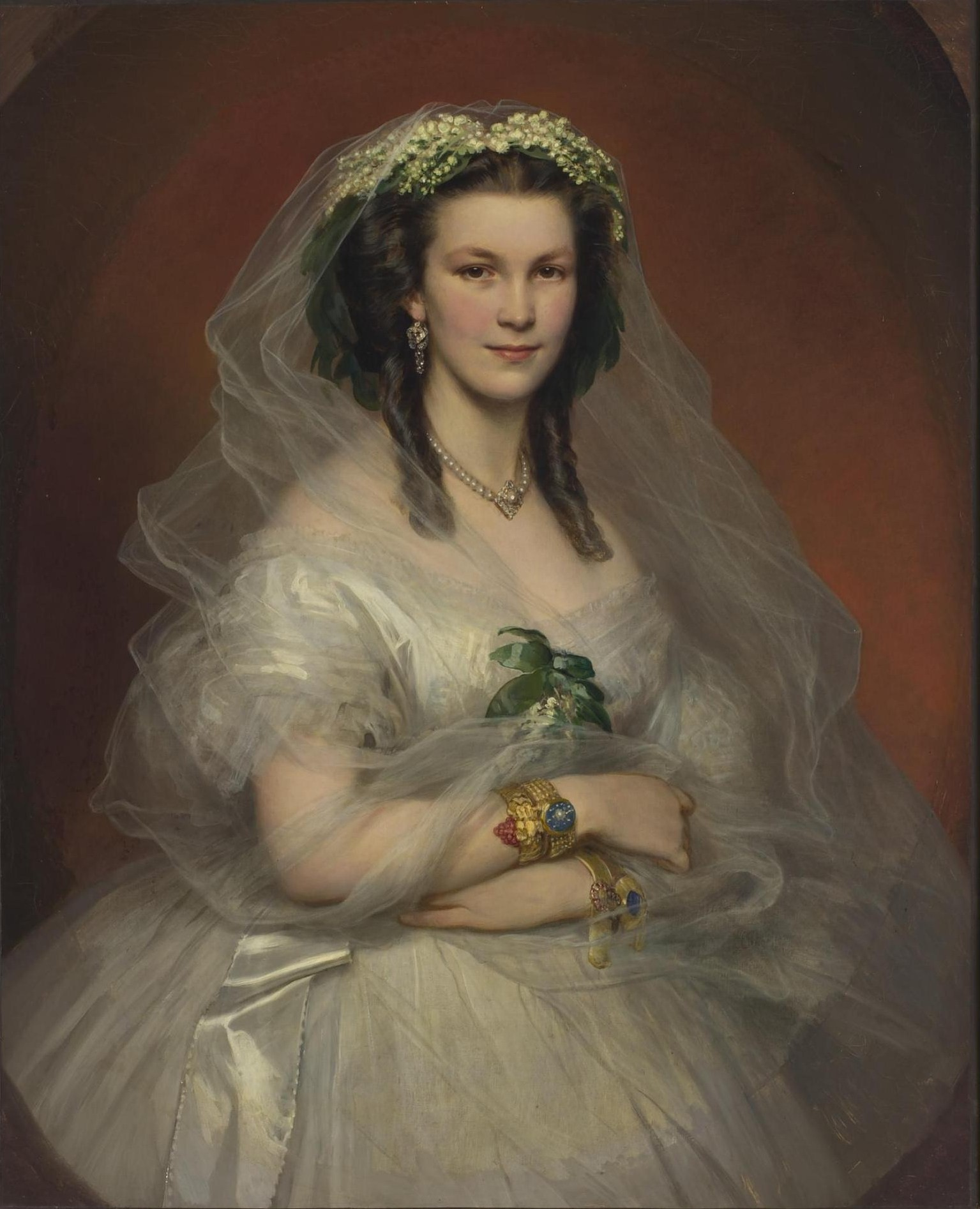
Софья Строганова, дочь

Со смертью мужа в 1862 году плодотворная деятельность Васильчиковой прервалась. По словам князя А. А. Щербатова, состояние здоровья Екатерины Алексеевны, при экзальтированной любви к мужу, было ужасное, с нею делались припадки, почти каталепсические; да и кроме потери страстно любимого мужа; ей предстояла жизнь не легкая из-за пошатнувшегося финансового положения семьи.
Васильчикова сама энергично принялась за управление имениями и делала это весьма успешно. Год спустя она переселилась в Петербург, но в Киеве продолжала бывать. Умерла скоропостижно в июле 1869 года в усадьбе Литвинове на руках у матери. После отпевания в церкви Успения Пресвятой Богородицы её прах был перевезен в Киев и похоронен рядом с мужем у Крестовоздвиженской церкви на Ближних пещерах Киево-Печерской лавры.

## Семья
В браке имела двух сыновей и двух дочерей:
- Алексей (17.06.1843[12]— ?), крестник Д. В. Васильчикова и тетки Е. И. Лужиной.
- Сергей (1849—1926), генерал от кавалерии.
- Софья (14.02.1841—30.06.1871[13]), фрейлина двора, жена графа Н. С. Строганова, умерла от чахотки.
- Вера (1847—1924), одна из первых выпускниц Киевской женской гимназии, благотворительница, жена барона А. Е. Мейендорфа.